# 1802年8月28日日食
1802年8月28日日食为一次在协调世界时1802年8月28日出現的日環食。該次日食食分為0.9367，食甚維持5分35秒。

## 概述
這次日食的食分是0.9367，環食維持5分35秒。

## 基本參數
- 類型：日環食
- 食甚資料：
  - 日期：1802年8月28日
  - 時間：7時12分0秒
  - 地點：51N 106E
  - 食分：0.9367
  - 日環食持續時間：5分35秒

## 外部連結
- NASA日食專頁（页面存档备份，存于）（英文）